# Piz Vallatscha (Surselva)
Der Piz Vallatscha ist ein Berg im Schweizer Kanton Graubünden.
Der Berg ist 3109 m ü. M. hoch und liegt nördlich des Scopí. Er liegt auf dem Gebiet der Gemeinde Medel (Lucmagn).
Vallatscha ist das rätoromanische Wort für Runse.